# Seient perillós

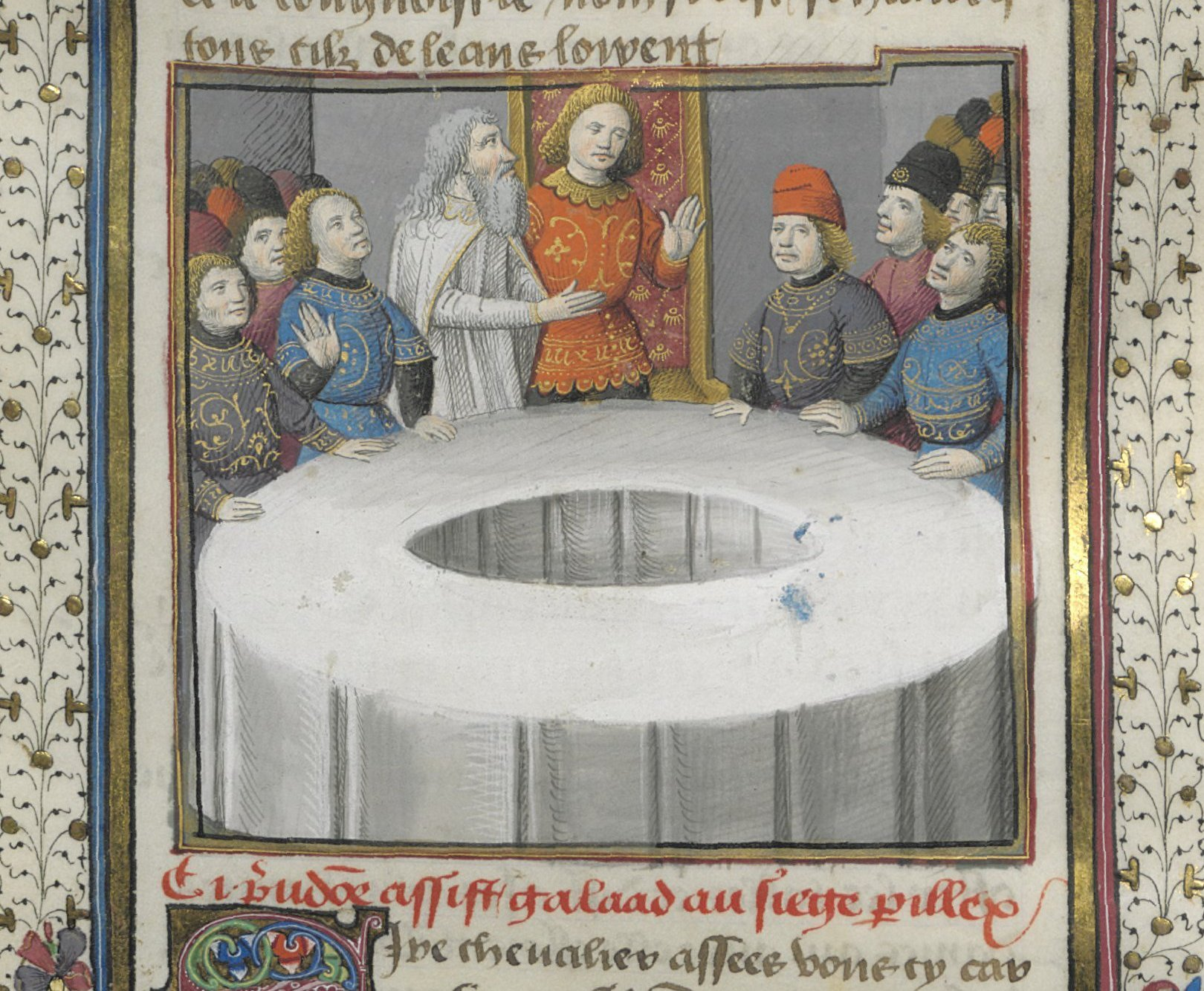
Galaaz i el seient perillós. Miniatura d'Évrard d'Espinques, Lancelot en prosa, BNF Fr.116, 1475

En la llegenda artúrica, el seient perillós és un seient vacant a la Taula Rodona que Merlí ha reservat pel cavaller que serà digne d'assolir l'èxit en la recerca del Sant Greal. En canvi, tot aquell qui s'hi asseurà sense ser prou pur, serà empassat cap a les profunditats de la terra.
En les narracions primerenques, el seient i el Greal eren un afer relacionat amb Perceval; se'n parla, per exemple, en el Didot Perceval, de Robert de Boron, on és aquest heroi el qui ocupa el seient a la cort d'Artús a Carduel. Amb la Vulgata artúrica, però, l'afer es va anar transferint cap un nou heroi: Galaaz, fill de Lancelot. Al Morte Darthur de Thomas Malory, en una descripció basada en la Queste del Sant Graal, Galaaz arriba a Camelot el dia de Pentecosta 454 anys després de la mort de Jesús, i s'asseu al seient sense adonar-se'n però sense conseqüències fatals, el que el designa com a probable trobador del Greal. El seient també té protagonisme en els Idil·lis del rei, obra d'Alfred Tennyson.
Segons certs estudiosos, el motiu del seient perillós es pot seguir fins a la mitologia gal·lesa, còrnica i bretona, d'on deriva la major part de la llegenda artúrica. Segons aquesta teoria, el seient perillós era una versió mig recordada d'un ritual celta que té un paral·lelisme amb al ritual irlandès de Lia Fáil (la pedra del destí).